# Голлі-Гроув (Арканзас)
Голлі-Гроув (англ. Holly Grove) — місто (англ. city) в США, в окрузі Монро штату Арканзас. Населення — 460 осіб (2020).

## Географія
Голлі-Гроув розташоване за координатами 34°36′5″ пн. ш. 91°12′1″ зх. д. / 34.60139° пн. ш. 91.20028° зх. д. (34.601503, -91.200272).  За даними Бюро перепису населення США в 2010 році місто мало площу 1,96 км², з яких 1,91 км² — суходіл та 0,05 км² — водойми. В 2017 році площа становила 2,67 км², з яких 2,62 км² — суходіл та 0,05 км² — водойми.

## Демографія
Згідно з переписом 2010 року, у місті мешкали 602 особи в 239 домогосподарствах у складі 151 родини. Густота населення становила 307 осіб/км².  Було 276 помешкань (141/км²). 
Расовий склад населення:
| - 84,2 % — чорних або афроамериканців - 15,3 % — білих |

До двох чи більше рас належало 0,5 %. Іспаномовні складали 1,2 % від усіх жителів.
За віковим діапазоном населення розподілялося таким чином: 30,6 % — особи молодші 18 років, 56,9 % — особи у віці 18—64 років, 12,5 % — особи у віці 65 років та старші. Медіана віку мешканця становила 35,2 року. На 100 осіб жіночої статі у місті припадало 78,1 чоловіків;  на 100 жінок у віці від 18 років та старших — 67,2 чоловіків також старших 18 років.
Середній дохід на одне домашнє господарство  становив 44 514 долари США (медіана — 26 696), а середній дохід на одну сім'ю — 60 741 долар (медіана — 32 500). Медіана доходів становила 40 000 доларів для чоловіків та 22 500 доларів для жінок. За межею бідності перебувало 35,5 % осіб, у тому числі 29,8 % дітей у віці до 18 років та 29,5 % осіб у віці 65 років та старших.
Цивільне працевлаштоване населення становило 208 осіб. Основні галузі зайнятості: виробництво — 42,3 %, освіта, охорона здоров'я та соціальна допомога — 20,2 %, сільське господарство, лісництво, риболовля — 10,1 %, роздрібна торгівля — 9,1 %.